# Ancistrus occloi
Az Ancistrus occloi a sugarasúszójú halak (Actinopterygii) osztályának harcsaalakúak (Siluriformes) rendjébe, ezen belül a tepsifejűharcsa-félék (Loricariidae) családjába tartozó faj.

## Előfordulása
Az Ancistrus occloi Dél-Amerikában fordul elő. Az elterjedési területe kizárólag az Urubamba folyó medencének a felső szakaszára korlátozódik. Peru egyik endemikus hala.

## Megjelenése
Ez a tepsifejű harcsafaj legfeljebb 11,6 centiméter hosszú.

## Életmódja
A magas hegyvidéki édesvizeket kedveli. Az Ancistrus occloi, mint a többi algaevő harcsafaj, a víz fenekén él és keresi meg a táplálékát.